# ATP German Open 1988
Il German Open 1988 è stato un torneo di tennis giocato sulla terra rossa. È stata l'82ª edizione del Torneo di Amburgo, che fa parte del Nabisco Grand Prix 1988. Si è giocato al Rothenbaum Tennis Center di Amburgo in Germania, dal 25 aprile al 1º maggio 1988.

## Campioni

### Singolare
Kent Carlsson ha battuto in finale   Henri Leconte, 6–2, 6–1, 6–4.

### Doppio
Darren Cahill /  Laurie Warder hanno battuto in finale  Rick Leach /  Jim Pugh, 6–0, 5–7, 6–4.